# Harpagonella palmeri
Harpagonella palmeri är en strävbladig växtart som beskrevs av Asa Gray. Harpagonella palmeri ingår i släktet Harpagonella och familjen strävbladiga växter. Utöver nominatformen finns också underarten H. p. arizonica.